# Tänk på ett tal
Tänk på ett tal (danska: Tænk på et tal) är en dansk kriminalfilm från 1969 i regi av Palle Kjærulff-Schmidt.
Filmen bygger på Anders Bodelsens roman med samma namn.

## Rollista i urval
- Henning Moritzen - Flemming Borck, bankkassör
- Bibi Andersson - Jette Merrild
- Paul Hüttel - Sorgenfrei, bankrånare
- Peter Ronild - bankdirektör Cordelius
- Jeanne Darville - fru Cordelius
- Benny Hansen - Simonsen, bankassistent
- Kirsten Peüliche - Miriam Levinsen, bankassistent
- Peter Steen - Berg, bankassistent
- Jørgen Buckhøj - polis
- Erni Arneson - förståndarinnan på sjukhemmet
- Ejner Federspiel - Borcks far
- Poul Petersen - kriminalkonstapel
- Søren Elung Jensen - kriminalkonstapel
- Bo Christensen - reseledaren
- Søren Weiss - prästen